# Sant Roc de Prullans
Sant Roc de Prullans és una església romànica de la caseria de Prullans, de l'antic terme municipal Fígols de Tremp, integrat actualment en el de Tremp, de la comarca del Pallars Jussà.